# Eurovision Song Contest 1996
Il quarantunesimo Concorso Eurovisione della Canzone si tenne a Oslo (Norvegia) il 18 maggio 1996.

## Storia
Nel 1996, in vista del grande numero di paesi che desideravano partecipare, il sistema di relegazione fu rimpiazzato da un sistema di qualificazione. Solo il vincitore dell'anno precedente fu ammesso direttamente al concorso. Per tutti gli altri potenziali partecipanti (29 paesi, ma solo altri 22 avrebbero partecipato) fu introdotta una nuova preselezione per il “Gran Premio dell'Eurovisione”. La preselezione fu condotta solamente in base a registrazioni audio. Ogni brano nazionale, della durata di non più di tre minuti, fu trasmesso su nastro. Gli artisti che cantavano sul nastro audio sarebbero dovuti essere gli stessi che si sarebbero esibiti nella finale europea, se selezionati. Queste registrazioni dovevano essere spedite ai Servizi Permanente dell'EBU a Ginevra. Una compilation di tutte le canzoni ricevute entro la data prescritta fu creata e trasmessa a tutti i paesi partecipanti. Ogni paese doveva selezionare una giuria di otto membri basandosi sullo stesso principio usato per la finale europea e questa giuria doveva valutare le canzoni, assegnando un punteggio ad ognuna, a scrutinio segreto. I risultati furono trasmessi ai Servizi Permanenti dell'EBU, 24 ore dopo la ricezione dei nastri per fax o telefono. Per evitare possibili influenze la giuria di preselezione non poteva essere la stessa della giuria della finale europea.
I risultati furono annunciati il giorno seguente, nello stesso momento in cui veniva effettuata l'estrazione a sorte per l'ordine di apparizione dei vari paesi nella finale europea. I paesi che non riuscirono a qualificarsi furono: Danimarca, Israele, Russia, Romania, Ungheria, Macedonia (che avrebbe fatto il suo debutto nella competizione) e Germania. Questa fu la prima e finora unica edizione senza la partecipazione della Germania. La Rai non partecipa per il terzo anno di fila.
Il vincitore del “Gran Premio” fu l'Irlanda, che divenne il paese con più vittorie (sette). La canzone fu The Voice e l'interprete fu Eimear Quinn. La televisione norvegese NRK cercò di modernizzare il concorso; per esempio fu utilizzata la realtà virtuale per le esibizioni, ma soprattutto per la visualizzazione dei voti. La presentatrice, infatti, si muoveva in realtà in uno studio blu a cui venivano sovrapposte delle immagini create grazie alla grafica digitale. Nelle cartoline di presentazione, ogni partecipante ricevette gli auguri da un rappresentante del governo.

## Stati partecipanti

Paesi partecipanti
Paesi che hanno partecipato in passato ma non hanno partecipato nel 1996
Paesi che non si sono classificati per la preselezione

Paesi partecipanti
     Paesi che hanno partecipato in passato ma non hanno partecipato nel 1996
     Paesi che non si sono classificati per la preselezione
| Stato                    | Artista                             | Brano                            | Lingua        | Processo di selezione                             |
| ------------------------ | ----------------------------------- | -------------------------------- | ------------- | ------------------------------------------------- |
| Austria                  | George Nussbaumer                   | Weil's dr guat got               | Alto alemanno | Interno                                           |
| Belgio                   | Lisa del Bo                         | Liefde is een kaartspel          | Olandese      | De gouden zeemeermin, 9 marzo 1996                |
| Bosnia ed Erzegovina     | Amila Glamočak                      | Za našu ljubav                   | Bosniaco      | BH Eurosong 1996                                  |
| Cipro                    | Constantinos                        | Mono Yia Mas                     | Greco         | Finale nazionale, 5 marzo 1996                    |
| Croazia                  | Maja Blagdan                        | Sveta ljubav                     | Croato        | Dora 1996, 3 marzo 1996                           |
| Estonia                  | Maarja-Liis Ilus & Ivo Linna        | Kaelakee hääl                    | Estone        | Eurolaul 1996, 27 gennaio 1996                    |
| Finlandia                | Jasmine                             | Niin kaunis on taivas            | Finlandese    | Euroviisukarsinta 1996, 3 febbraio 1996           |
| Francia                  | Dan Ar Braz & L'Héritage des Celtes | Diwanit Bugale                   | Bretone       | Interno                                           |
| Grecia                   | Marianna Efstratiou                 | Emis Forame To Himona Anixiatika | Greco         | Interno                                           |
| Irlanda                  | Eimear Quinn                        | The Voice                        | Inglese       | Eurosong 1996, 3 marzo 1996                       |
| Islanda                  | Anna Mjöll                          | Sjúbídú                          | Islandese     | Interno                                           |
| Malta                    | Miriam Christine                    | In a Woman's Heart               | Inglese       | Malta Song for Europe 1996                        |
| Norvegia (organizzatore) | Elisabeth Andreassen                | I evighet                        | Norvegese     | Melodi Grand Prix 1996, 30 marzo 1996             |
| Paesi Bassi              | Maxine & Franklin Brown             | De eerste keer                   | Olandese      | Nationaal Songfestival 1996, 3 marzo 1996         |
| Polonia                  | Kasia Kowalska                      | Chcę znać swój grzech            | Polacco       | Interno                                           |
| Portogallo               | Lúcia Moniz                         | O meu coração não tem cor        | Portoghese    | Festival da Canção 1996, 7 marzo 1996             |
| Regno Unito              | Gina G                              | Ooh Aah... Just a Little Bit     | Inglese       | The Great British Song Contest 1996, 8 marzo 1996 |
| Slovacchia               | Marcel Palonder                     | Kým nás máš                      | Slovacco      | Interno                                           |
| Slovenia                 | Regina                              | Dan najlepših sanj               | Sloveno       | EMA 1996                                          |
| Spagna                   | Antonio Carbonell                   | ¡Ay, qué deseo!                  | Spagnolo      | Interno                                           |
| Svezia                   | One More Time                       | Den vilda                        | Svedese       | Melodifestivalen 1996, 24 febbraio 1996           |
| Svizzera                 | Kathy Leander                       | Mon cœur l'aime                  | Francese      | Interno                                           |
| Turchia                  | Şebnem Paker                        | Beşinci Mevsim                   | Turco         | Finale nazionale, 17 febbraio 1996                |

Eliminati nella preselezione
| Stato     | Artista                       | Brano                   | Lingua    | Processo di selezione                      |
| --------- | ----------------------------- | ----------------------- | --------- | ------------------------------------------ |
| Danimarca | Dorthe Andersen & Martin Loft | Kun med dig             | Danese    | Dansk Melodi Grand Prix 1996, 9 marzo 1996 |
| Germania  | Leon                          | Planet of Blue          | Tedesco   | Ein bisschen Glück, 1º marzo 1996          |
| Israele   | Galit Bell                    | Shalom Olam             | Ebraico   | Kdam Eurovision 1996                       |
| Macedonia | Kaliopi                       | Samo ti                 | Macedone  | Skopje Fest 1996                           |
| Romania   | Monica Anghel & Sincron       | Rugă pentru pacea lumii | Rumeno    | Selecția Națională 1996                    |
| Russia    | Andrey Kosinsky               | Ya eto ya               | Russo     | Interno                                    |
| Ungheria  | Gjon Delhusa                  | Fortuna                 | Ungherese | Finale nazionale, 24 febbraio 1996         |

## Struttura di voto
Ogni paese premia con dodici, dieci, otto e dal sette all'uno, punti per le proprie dieci canzoni preferite.

## Orchestra
Diretta dai maestri: Paul Abela (Malta), Olli Ahvenlahti (Finlandia), Sinan Alimanovic (Bosnia ed Erzegovina), Dick Bakker (Paesi Bassi), Anders Berglund (Svezia), Alan Bjelinski (Croazia), Juraj Burian (Slovacchia), Levent Çoker (Turchia), Ernie Dunstall (Regno Unito), Ólafur Gaukur (Islanda), Noel Kelehan (Irlanda), Mischa Krausz (Austria), Stavros Lantsias (Cipro), Tarmo Leinatamm (Estonia), Eduardo Leiva (Spagna), Pedro Osório (Portogallo), Wieslaw Pieregorólka (Polonia), Bob Porter (Belgio), Jozé Privsek (Slovenia), Rui dos Reis (Svizzera), Mike Rozakis (Grecia), Frode Thingnæs (Norvegia) e Fiachra Trench (Francia).

## Classifica
Preselezione
| Stato                | Cantante                             | Canzone                          | Punti | Posizione |
| -------------------- | ------------------------------------ | -------------------------------- | ----- | --------- |
| Austria              | George Nussbaumer                    | Weil's dr guat got               | 80    | 6         |
| Belgio               | Lisa del Bo                          | Liefde is een kaartspel          | 45    | 12        |
| Bosnia ed Erzegovina | Amila Glamorčak                      | Za našu ljubav                   | 29    | 21        |
| Cipro                | Constantinos                         | Mono gia mas                     | 42    | 15        |
| Croazia              | Maja Blagdan                         | Sveta ljubav                     | 30    | 19        |
| Danimarca            | Dorthe Andersen & Martin Loft        | Kun med dig                      | 22    | 25        |
| Estonia              | Ivo Linna & Maarja-Liis Ilus         | Kaelakee hääl                    | 106   | 5         |
| Finlandia            | Jasmine                              | Niin kaunis on taivas            | 26    | 22        |
| Francia              | Dan Ar Braz et L'Héritage des Celtes | Diwanit Bugale                   | 55    | 11        |
| Germania             | Leon                                 | Planet of Blue                   | 24    | 24        |
| Grecia               | Marianna Efstratiou                  | Emis forame to himona anixiatika | 45    | 12        |
| Irlanda              | Eimear Quinn                         | The Voice                        | 198   | 2         |
| Islanda              | Anna Mjöll                           | Sjúbídú                          | 59    | 10        |
| Israele              | Galit Bell                           | Shalom Olam                      | 12    | 28        |
| Macedonia            | Kaliopi                              | Samo ti                          | 14    | 26        |
| Malta                | Miriam Christine                     | In a Woman's Heart               | 138   | 4         |
| Paesi Bassi          | Maxine & Franklin Brown              | De eerste keer                   | 63    | 9         |
| Polonia              | Kasia Kowalska                       | Chcę znać swój grzech            | 42    | 15        |
| Portogallo           | Lúcia Moniz                          | O meu coração não tem cor        | 32    | 18        |
| Regno Unito          | Gina G                               | Ooh Aah... Just a Little Bit     | 153   | 3         |
| Romania              | Monica Anghel & Sincron              | Rugă pentru pacea lumii          | 11    | 29        |
| Russia               | Andrey Kosinskiy                     | Ya eto ya                        | 14    | 26        |
| Slovacchia           | Marcel Palonder                      | Kým nás máš                      | 38    | 17        |
| Slovenia             | Regina                               | Dan najlepših sanj               | 30    | 19        |
| Spagna               | Antonio Carbonell                    | ¡Ay, qué deseo!                  | 43    | 14        |
| Svezia               | One More Time                        | Den vilda                        | 227   | 1         |
| Svizzera             | Kathy Leander                        | Mon cœur l'aime                  | 67    | 8         |
| Turchia              | Şebnem Paker                         | Beşinci Mevsim                   | 69    | 7         |
| Ungheria             | Gjon Delhusa                         | Fortuna                          | 26    | 23        |

12 punti
| N. | A                    | Da                                                                                                  |
| -- | -------------------- | --------------------------------------------------------------------------------------------------- |
| 10 | Svezia               | Belgio, Danimarca, Estonia, Finlandia, Germania, Irlanda, Macedonia, Paesi Bassi, Polonia, Svizzera |
| 4  | Irlanda              | Austria, Bosnia e Erzegovina, Islanda, Regno Unito                                                  |
| 3  | Malta                | Romania, Slovacchia, Spagna                                                                         |
| 3  | Regno Unito          | Israele, Svezia, Turchia                                                                            |
| 2  | Austria              | Francia, Malta                                                                                      |
| 2  | Paesi Bassi          | Portogallo, Ungheria                                                                                |
| 1  | Bosnia ed Erzegovina | Slovenia                                                                                            |
| 1  | Cipro                | Grecia                                                                                              |
| 1  | Estonia              | Russia                                                                                              |
| 1  | Grecia               | Cipro                                                                                               |
| 1  | Islanda              | Norvegia                                                                                            |
| 1  | Slovacchia           | Croazia                                                                                             |

Finale 
| N° | Stato                | Cantante                             | Canzone                          | Punti | Posizione |
| -- | -------------------- | ------------------------------------ | -------------------------------- | ----- | --------- |
| 01 | Turchia              | Şebnem Paker                         | Besinçi mevsim                   | 57    | 12        |
| 02 | Regno Unito          | Gina G                               | Ooh Aah… Just a Little Bit       | 77    | 8         |
| 03 | Spagna               | Antonio Carbonell                    | ¡Ay, qué deseo!                  | 17    | 20        |
| 04 | Portogallo           | Lúcia Moniz                          | O meu coração não tem cor        | 92    | 6         |
| 05 | Cipro                | Constantinos                         | Mono Yia Mas                     | 72    | 9         |
| 06 | Malta                | Miriam Christine                     | In a Woman's Heart               | 68    | 10        |
| 07 | Croazia              | Maja Blagdan                         | Sveta ljubav                     | 98    | 4         |
| 08 | Austria              | George Nussbaumer & Misha Krausz     | Weil's dr guat got               | 68    | 10        |
| 09 | Svizzera             | Kathy Leander                        | Mon cœur l'aime                  | 22    | 16        |
| 10 | Grecia               | Marianna Efstratiou                  | Emis forame to himona anixiatika | 36    | 14        |
| 11 | Estonia              | Ivo Linna & Maarja-Liis Ilus         | Kaelakee hääl                    | 94    | 5         |
| 12 | Norvegia             | Elisabeth Andreassen                 | I evighet                        | 114   | 2         |
| 13 | Francia              | Dan Ar Braz et L'Héritage des Celtes | Diwanit Bugale                   | 18    | 19        |
| 14 | Slovenia             | Regina                               | Dan najlepših sanj               | 16    | 21        |
| 15 | Paesi Bassi          | Maxine & Franklin Brown              | De eerste keer                   | 78    | 7         |
| 16 | Belgio               | Lisa del Bo                          | Liefde is een kaartspel          | 22    | 16        |
| 17 | Irlanda              | Eimear Quinn                         | The Voice                        | 162   | 1         |
| 18 | Finlandia            | Jasmine                              | Niin kaunis on taivas            | 9     | 23        |
| 19 | Islanda              | Anna Mjöll                           | Sjúbídú                          | 51    | 13        |
| 20 | Polonia              | Kasia Kowalska                       | Chcę znać swój grzech...         | 31    | 15        |
| 21 | Bosnia ed Erzegovina | Amila Glamorčak                      | Za našu ljubav                   | 13    | 22        |
| 22 | Slovacchia           | Marcel Palonder                      | Kým nás máš                      | 19    | 18        |
| 23 | Svezia               | One More Time                        | Den vilda                        | 100   | 3         |

12 punti
| N. | A           | Da                                                                              |
| -- | ----------- | ------------------------------------------------------------------------------- |
| 7  | Irlanda     | Bosnia e Erzegovina, Estonia, Paesi Bassi, Polonia, Slovenia, Svizzera, Turchia |
| 3  | Estonia     | Finlandia, Islanda, Svezia                                                      |
| 2  | Austria     | Francia, Malta                                                                  |
| 2  | Cipro       | Grecia, Regno Unito                                                             |
| 2  | Malta       | Croazia, Slovacchia                                                             |
| 2  | Portogallo  | Cipro, Norvegia                                                                 |
| 2  | Regno Unito | Belgio, Portogallo                                                              |
| 1  | Belgio      | Spagna                                                                          |
| 1  | Paesi Bassi | Austria                                                                         |
| 1  | Svezia      | Irlanda                                                                         |

## Sistema di relegazione (1993-1996)
I 23 paesi con la media punti più alta tra il 1993 e il 1996, partecipano all'Eurovision Song Contest 1997, oltre al paese ospitante (l'Irlanda). Successivamente si aggiunse anche l'Italia, ritornata al concorso dopo un'assenza di tre anni.
| Posizione | Nazione     | Media dei punti |
| --------- | ----------- | --------------- |
| -         | Irlanda     | 154,75          |
| 1         | Norvegia    | 114,5           |
| 2         | Regno Unito | 95              |
| 3         | Svezia      | 84,25           |
| 4         | Malta       | 77,5            |
| 5         | Francia     | 76,75           |
| 6         | Polonia     | 70,67           |
| 7         | Ungheria    | 62,5            |
| 8         | Croazia     | 61,75           |
| 9         | Svizzera    | 61,67           |
| 10        | Paesi Bassi | 58              |
| 11        | Portogallo  | 57,5            |
| 12        | Cipro       | 54,75           |
| 13        | Grecia      | 53              |
| 14        | Spagna      | 52,75           |

| Posizione | Nazione              | Media dei punti |
| --------- | -------------------- | --------------- |
| 15        | Danimarca            | 50.5            |
| 16        | Germania             | 49              |
| 17        | Estonia              | 48              |
| 18        | Austria              | 46.5            |
| 19        | Russia               | 43.5            |
| 20        | Islanda              | 43.25           |
| 21        | Israele              | 42.5            |
| 22        | Slovenia             | 36,33           |
| 23        | Turchia              | 29,33           |
| 24        | Bosnia ed Erzegovina | 23,25           |
| 25        | Slovacchia           | 17              |
| 26        | Romania              | 14              |
| 27        | Finlandia            | 13,33           |
| 28        | Belgio               | 11              |
| 29        | Macedonia            | -               |